# Dolichopus steyskali
Dolichopus steyskali är en tvåvingeart som beskrevs av Robinson 1964. Dolichopus steyskali ingår i släktet Dolichopus och familjen styltflugor.
Artens utbredningsområde är Tennessee. Inga underarter finns listade i Catalogue of Life.